# Пречишћавање отпадних вода
Пречишћавање отпадних вода је поступак који се користи за уклањање загађујућих материја из отпадних вода или канализације и њихово претварање у отпадне воде које се могу вратити у циклус воде са прихватљивим утицајем на животну средину или поново користити у разне сврхе. Процес пречишћавања одвија се у постројењу за пречишћавање отпадних вода (ППОВ), које се у случају кућних отпадних вода назива и Постројење за опоравак водних ресурса или Постројење за пречишћавање градских отпадних вода. Загађујуће материје у отпадним водама се уклањају, мењају или разграђују током процеса пречишћавања.
Третман отпадних вода део је свеобухватне области санитације. Санитација обухвата управљање људским отпадом и чврстим отпадом као и управљање атмосферским (дренажним) водама. Главни нуспроизвод из постројења за пречишћавање отпадних вода је муљ из канализације који се обично третира у истом или другом постројењу за пречишћавање отпадних вода. ‍:Ch.14 Биогас може бити други нуспроизвод ако се користе анаеробни процеси пречишћавања.

## Процеси
Процеси који су укључени у третман отпадних вода укључују физичке процесе као што су таложење или флотација и биолошке процесе као што су аерисане лагуне, активни муљ или био-филмови у капајућим филтерима. Друге физичке методе попут филтрирања кроз сита могу се користити у специјалним околностима, као што је одвајање воде из муља из отпадне воде.
Канализацијом се вода мора довести до постројења за пречишћавање одговарајућим цевима и инфраструктуром, а сам процес мора бити регулисан и контролисан. Неке отпадне воде захтевају специјалне методе пречишћавања. На најједноставнијем нивоу, пречишћавање канализационе и већине отпадних вода врши се одвајањем чврстих материја од течности, обично седиментацијом. Поступним претварањем раствореног материјала у чврсте материје, обично у биолошке флокуле, која се затим таложе, ствара се све чистији ефлуент.

### Одвајање фаза
Одвајањем фаза нечистоће се издвајају у не-водену фазу. Одвајање фаза може се десити у средњим тачкама третмана ради уклањања чврстих материја насталих током оксидације. Масти и уља могу се издвојити за гориво или сапонификацију. Чврсте материје често захтевају згушњавање и исушивање муља у постројењу за пречишћавање отпадних вода. Опције одлагања осушених чврстих супстанци варирају у зависности од врсте и концентрације нечистоћа уклоњених из воде.

#### Седиментација
Чврсте материје попут камена, песка и шљунка могу се уклонити из отпадних вода гравитацијом када су разлике у густини довољне да се турбуленцијом превазиђе дисперзија. То се типично постиже коришћењем канала за песак дизајнираног тако да произведе оптималну брзину протока који омогућава да се камен и песак исталожи а остале чврсте супстанце мање густине пренесу у следећу фазу третмана. Гравитациона сепарација чврстих супстанци је примарни третман отпадних вода, а уређаји се називају „примарни таложници“ или „примарни седиментациони танкови". Такође се широко користи за пречишћавање других врста отпадних вода. Чврсте материје гушће од воде акумулираће се на дну таложних базена. Сложенији уређаји такође имају скимере за истовремено уклањање плутајућих масноћа као што су пена од сапуна и чврстих супстанци као што су перје, дрвени комадићи или кондоми. Уређаји попут сепаратора уља и воде посебно су дизајнирани за одвајање не-поларних течности.

### Оксидација
Оксидација смањује биохемијску потребу кисеоника отпадних вода и може смањити токсичност неких нечистоћа. Секундарни третман претвара органска једињења у угљен-диоксид, воду и органске материје које се могу поново користити. Хемијска оксидација се широко користи за дезинфекцију.

#### Биохемијска оксидација
Секундарни третман биохемијском оксидацијом растворених и колоидних органских једињења широко се користи у системима за пречишћавање и применљив је на неке пољопривредне и индустријске отпадне воде. Биолошка оксидација ће првенствено уклонити органска једињења корисна као храна за екосистем третмана. Концентрација неких мање сварљивих једињења може се смањити ко-метаболизмом. Ефикасност уклањања ограничена је минималном концентрацијом хране потребном за одржавање екосистема третмана.

#### Хемијска оксидација
Хемијска (укључујући електрохемијску) оксидација користи се за уклањање неких перзистентних органских загађивача и концентрација које преостану након биохемијске оксидације. Дезинфекција хемијском оксидацијом убија бактерије и микробиолошке патогене додавањем озона, хлора или хипохлорита у отпадне воде. ‍:1220

### Финализација
Финализација се односи на третмане који следе након горе наведених метода. Ови третмани се такође могу користити независно за неке индустријске отпадне воде. Оксидо-редукција или подешавање рН вредности минимизира хемијску реактивност отпадних вода након хемијске оксидације. Филтрација активним угљем уклања преостале загађујуће материје и нечистоће хемијском апсорпцијом на активни угаљ. ‍:1138 Филтрација кроз песак (калцијум-карбонат) или филтере од тканине је најчешћи метод који се користи у пречишћавању комуналних отпадних вода.

## Врсте постројења за пречишћавање
Постројења за пречишћавање отпадних вода могу се разликовати према врсти отпадне воде која се пречишћава, односно да ли је то градска канализација, индустријска отпадна вода, пољопривредна отпадна вода или процедна вода.

### Постројења за пречишћавање градске канализације
Типично комунално постројење за пречишћавање канализације у индустријализованој земљи може обухватати примарни третман за уклањање чврстог материјала, секундарни третман за третман раствореног и суспендованог органског материјала, као и хранљивих састојака азота и фосфора, и - понекад, али не увек - дезинфекцију ради убијања патогених бактерија. Муљ из канализације који се производи у постројењима за пречишћавање отпадних вода подвргава се обради. Веће општине често укључују фабрике које испуштају индустријске отпадне воде у општински канализациони систем. Појам „уређај за пречишћавање градских отпадних вода“ понекад се замењује изразом „уређај за пречишћавање отпадних вода“.

#### Терцијарни третман
Терцијарни третман је термин који се примењује на методе финализације које се користе у складу са традиционалним редоследом третмана канализације. Терцијарни третман се све више примењује у индустријским земљама, а најчешће технологије су микро филтрација или синтетичке мембране. Након мембранске филтрације, пречишћене отпадне воде готово се не разликују од вода природног порекла квалитета за пиће (без минерала). Нитрати се могу уклонити из отпадних вода природним процесима у мочварама, али и микробиолошком денитрификацијом. Третман отпадних вода озоном све је популарнији и захтева употребу генератора озона који деконтаминира воду док озонски мехурићи продиру кроз резервоар. Најновија и врло обећавајућа технологија третмана је употреба аеробне гранулације.

### Постројења за пречишћавање индустријских отпадних вода
Одлагање отпадних вода из индустријског постројења је тежак и скуп проблем. Већина рафинерија нафте, хемијских и петрохемијских постројења ‍:1412  има постројења за пречишћавање отпадних вода тако да концентрације загађивача у пречишћеним отпадним водама буду у складу са локалним и/или националним прописима у вези са одводом отпадних вода у постројења за пречишћавање града или у реке, језера или океане. Изграђене вештачке мочваре (лагуне) се користе у све већем броју случајева јер пружају висококвалитетан и продуктиван третман на лицу места. Други индустријски процеси који производе пуно отпадних вода, као што је производња папира и целулозе, неповољни су за животну средину, што је довело до развоја процеса за рециклирање употребе воде у погонима пре пречишћавања и одлагања.
Постројења за пречишћавање индустријских отпадних вода потребна су тамо где комунална постројења за пречишћавање нису доступна или не могу адекватно третирати одређене индустријске отпадне воде. Постројења за индустријске отпадне воде могу смањити трошкове сирове воде претварањем неких отпадних вода у обновљену воду која се користи у различите сврхе. Индустријска постројења за пречишћавање отпадних вода могу смањити накнаде за пречишћавање отпадних вода које се сакупљају у комуналним постројењима за пречишћавање отпадних вода претходном пречишћавањем отпадних вода како би се смањиле концентрације загађујућих материја утврђене за одређивање корисничких накнада.
Иако трошкови могу фаворизовати употребу великог комуналног постројења за пречишћавање отпадних вода за испуштање малих количина индустријске отпадне воде, пречишћавање и испуштање индустријске отпадне воде може бити јефтиније.
Индустријско постројење за пречишћавање отпадних вода може садржати једно или више следећих уређаја, а не уобичајени редослед примарног, секундарног и дезинфекционог третмана као код градских отпадних вода:
- АПИ сепаратор уље-вода, за уклањање уљне фазе из отпадних вода.[17]
- Пречишћивач (таложник) за уклањање чврстих материја из отпадних вода.[18]
- Груби филтер за смањење биохемијске потребе кисеоника у отпадној води.[19]
- Постројење за филтрирање активним угљем, за уклањање токсичних растворених органских једињења из отпадних вода.[20]
- Напредни систем електродијализе са мембранама за јонску размену.

### Постројења за пречишћавање отпадних вода из пољопривреде
Пречишћавање отпадних вода из пољопривреде, попут производње млека и јаја, може се изводити у постројењима која користе механизоване јединице за пречишћавање сличне онима описаним под индустријским отпадним водама; али тамо где је земљиште доступно за базене, таложне базене и факултативне лагуне, могу имати ниже оперативне трошкове из циклуса узгоја или жетве.
Многе фарме генеришу не-тачкасте изворе загађења површинским отицањем, које се не контролише преко уређаја за пречишћавање. Пољопривредници могу увести контролу ерозије и применити планове управљања хранљивим састојцима ради контроле загађења испуштањем отпадне воде. ‍:pp. 4–95–4–96

### Постројења за пречишћавање процедних вода
Постројења за пречишћавање процедних вода користе се за третман процедних вода са депонија. Могућности третмана укључују: биолошки третман, механички третман ултрафилтрацијом, третман филтерима са активним угљем, електрохемијски третман, укључујући електрокоагулацију разним заштићеним технологијама и мембранску филтрацију реверзном осмозом.

## Одлагање или поновна употреба
Будући да су одлагање или поновна употреба циљеви пречишћавања отпадних вода, одлагање или поновна употреба су основа за одлуке о системима пречишћавања. Прихватљиве концентрације нечистоћа могу се разликовати у зависности од врсте употребе или места одлагања. Трошкови превоза често зависе од места одлагања, али скупи захтеви за третман могу подстаћи избор места одлагања на основу концентрација нечистоћа. Одлагање у океане подлеже међународним споразумима. Међународни уговори такође могу регулисати одлагање у реке које прелазе границе. Водна тела која су у потпуности у надлежности једне државе могу бити подложна прописима више локалних самоуправа. Прихватљиве концентрације нечистоћа могу се широко разликовати у различитим јурисдикцијама за одлагање отпадних вода.
Поновна употреба отпадних вода је од суштинског значаја за унапређење свести и смањење загађивања водних тела. Поновно коришћена вода може се користити у више сврха, као што је наводњавање усева и пејзажа, допуњавање подземне воде или у рекреативне сврхе. Постоје два начина поновне употребе отпадне воде: директна и индиректна поновна употреба. Директна поновна употреба подразумева коришћење пречишћене отпадне воде каква је, а индиректна поновна употреба је разређивање пречишћене отпадне воде другим извором воде пре даље употребе.

## Глобална ситуација
На глобалном нивоу се процењује да се 52% отпадних вода пречишћава. Међутим, стопе пречишћавања отпадних вода су широм света неједнаке. На пример, док земље са високим приходима третирају приближно 74% својих отпадних вода, земље са ниским приходима третирају у просеку само 4,2%. Побољшање третмана отпадних вода широм света је пресудно за смањење загађења животне средине и постизање побољшања квалитета воде. Из тог разлога Циљ 6 одрживог развоја УН из 2015. године има циљ 6.3 који је формулисан на следећи начин: „До 2030. побољшати квалитет воде смањењем загађења, елиминисањем одлагања и смањењем испуштања опасних хемикалија и материјала, преполовљивањем удела непречишћених отпадних вода и значајним повећањем рециклаже и безбедне поновне употребе на глобалном нивоу“.